# Pseudoscolopia polyantha
Pseudoscolopia es un género monotípico de árbol  perteneciente a la familia Salicaceae. Su única especie:  Pseudoscolopia polyantha, es originaria de Sudáfrica.

## Descripción
Es un arbusto o árbol de hasta 5 m de altura. Las ramillas en ángulo, glabras. La lámina foliar angostamente elíptica a elíptica, de 4-6,5 cm de largo, y 2-3 cm de ancho, el ápice agudo o acuminado, la base cuneada, el margen con dientes cartilaginosos, o casi toda serrada, la nervadura central prominente por el envés, los nervios laterales 5 o 6, no muy visibles, son coriáceas, glabras; con pecíolo de 3-8 mm de largo. La inflorescencia con 4-6 de flores de 2-3 cm de largo. Flores bisexuales; con pedicelos de 6-11 mm de largo, pubérulos. Sépalos elípticos de 6.7 mm de largo, y 2,5-3 mm de ancho, ápice acuminado, pubescentes, márgenes ciliados. Pétalos similar a los sépalos. Muchos estambres, filamentos de 3-4 mm de largo, glabros; anteras oblongas, de 1 mm de largo, prominente arqueadas. Ovario ovoide-subgloboso, de 1,5-2 mm de largo, velloso. Fruto ovoide, de 5 mm de diámetro. Las semillas elipsoidales, de 3 mm de largo, pubescentes.

## Hábitat
Tiene la apariencia de una especie de Scolopia, pero difiere en sus hojas opuestas, con 2 o 3-ovarios ovulados y frutos capsulares. Pseudoscolopia polyantha tiene cierta semejanza con Cassipourea flanaganii (Schinz) Alston de la familia Rhizophoraceae con la que a veces se confunde.

## Taxonomía
Pseudoscolopia polyantha fue descrita por Ernest Friedrich Gilg y publicado en Botanische Jahrbücher für Systematik, Pflanzengeschichte und Pflanzengeographie 54: 343, en el año 1917.
Sinonimia
- Pseudoscolopia fraseri E.Phillips[4]